# Juillet 1833

## Événements
- Soulèvement de Saigon. Soutenue par le Siam, l’insurrection compte parmi ses membres des nobles auxquels leurs titres ne confèrent pourtant aucun droit politique et de nombreux chrétiens.

- 2 juillet, France : circulaire d'application de la loi Guizot sur l'enseignement primaire.

- 5 juillet :
  - bataille du cap Saint-Vincent pendant la guerre civile portugaise.
  - Décès de Joseph Nicéphore Niépce, graveur et inventeur français de la photographie.

- 7 juillet, France : loi sur l’expropriation pour cause d’utilité publique. Loi importante qui simplifie la procédure tout en rassurant les propriétaires en attribuant la fixation des indemnités à un jury de propriétaire. Elle facilitera le développement du chemin de fer et les grands travaux d‘urbanisme du XIXe siècle[1].

- 8 juillet : avant de retirer son armée de Constantinople, la Russie impose à la Sublime Porte le Traité d'Unkiar-Skelessi qui lui donne une position privilégiée dans l’Empire ottoman: Alliance pour huit ans, clause secrète fermant les Dardanelles à tout navire étranger si la Russie le demande.

- 10 juillet : Honoré de Balzac entame sa correspondance avec Ewelina Hańska, qu'il épouse dix-sept ans plus tard.

- 28 juillet : Desmichels prend Mostaganem.

## Naissances
- 22 juillet : Friedrich Hultsch (mort en 1906), étruscologue et mathématicien allemand.
- 23 juillet : Henri Auguste Burdy (date de mort inconnue), sculpteur et graveur français.
- 26 juillet : Alexander Henry Rhind (mort en 1863), égyptologue écossais.
- 27 juillet : Thomas George Bonney (mort en 1923), géologue britannique.
- 30 juillet : Ernest Michel, peintre français († 28 mai 1902).

## Décès
- 2 juillet : Ghoukas Indjidjian, géographe arménien (° 21 mars 1758).
- 5 juillet : Joseph Nicéphore Niépce, graveur et inventeur français de la photographie.
- 6 juillet : Pierre-Narcisse Guérin, peintre français (° 13 mai 1774).
- 29 juillet : William Wilberforce, penseur humaniste britannique (° 1759), qui combattit l’esclavage au sein de la « secte de Clapham ».